# 반송초등학교 (경기)
반송초등학교는 대한민국 경기도 화성시에 있는 공립 초등학교이다.

## 학교 연혁
- 2007.09.01 반송초등학교 개교(6학급 편성)
- 2007.09.01 초대 김철룡 교장선생님 취임
- 2007.10.07 반송초등학교병설유치원 개원(1학급 편성)
- 2012.03.01 제2대 윤희태 교장선생님 취임
- 2014.02.13 반송초등학교병설유치원 제 7회 졸업
- 2014.02.14 반송초등학교 제7회 졸업(134명 ,총 778명)
- 2014.03.01 반송초등학교 38학급(일반 37, 특수 1) 편성
- 2014.03.01 반송초등학교병설유치원 4학급(일반 3, 특수 1) 편성

## 참고 자료
- 반송초등학교 - 한국교육학술정보원 학교알리미